# Tsvetan Veselinov
Tsvetan Veselinov Dimitrov (Bulgaars: Цветан Веселинов Димитров) (Sofia, 27 april 1947 - Aldaar, 25 februari 2018) is een voormalig Bulgaars voetballer. Hij heeft gespeeld bij Levski Sofia.

## Loopbaan
Veselinov heeft bij de selectie gezeten voor de Olympische Spelen 1968. Hij won een zilveren medaille op de Olympische Zomerspelen in 1968.
Hij beëindigde zijn voetbalcarrière op 28-jarige leeftijd.
Veselinov overleed op 25 februari 2018.

## Erelijst
- Bulgarije beker (3x) : 1967, 1970,1971